# Малая Врадиевка
Малая Врадиевка (укр. Мала Врадіївка) — село в Первомайском районе Николаевской области Украины.
Основано в 1802 году. Население по переписи 2001 года составляло 43 человека. Почтовый индекс — 56315. Телефонный код — 5135. Занимает площадь 0,505 км².

## Местный совет
56315, Николаевская обл., Первомайский р-н, с. Жовтневое, ул. Орджоникидзе, 1